# Zimmerwalder Konferenz

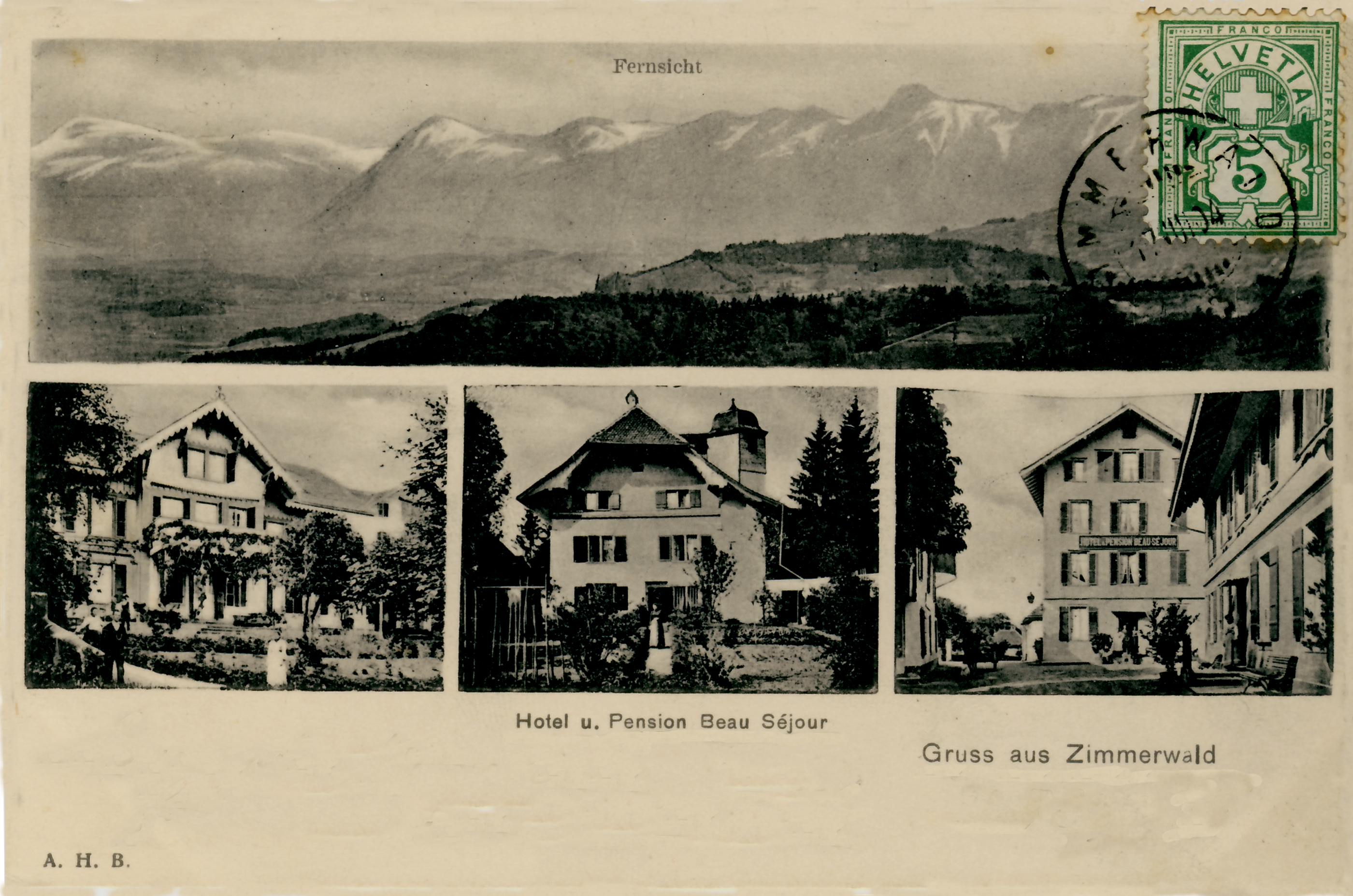
Postkarte aus Zimmerwald mit Werbung für die Pension Beau Séjour

Die Konferenz von Zimmerwald fand während des Ersten Weltkrieges vom 5. bis 8. September 1915 im schweizerischen Ort Zimmerwald in der Nähe von Bern im Hotel «Beau Séjour» statt. Die Konferenz wurde vom Schweizer Sozialdemokraten Robert Grimm mit dem Ziel organisiert, die Sozialistische Internationale neu zu organisieren. Die 37 Teilnehmer aus zwölf Ländern verabschiedeten als Resultat das Zimmerwalder Manifest. An der Konferenz zeigten sich massive Differenzen zwischen der pazifistischen Mehrheit, zu der Robert Grimm gehörte, und einer radikalen Minderheit um Lenin (sog. «Zimmerwalder Linke»), die den Weltkrieg in einen revolutionären Weltbürgerkrieg umwandeln wollte. Damit begann die Spaltung der Arbeiterbewegung in revolutionäre und reformistische Sozialisten bzw. Kommunisten und Sozialdemokraten.

## Organisation der Konferenz
Zu Beginn des Ersten Weltkrieges schwenkten die meisten Angehörigen der Sozialistischen Parteien der am Krieg beteiligten Nationen auf die sogenannte Burgfriedenspolitik ein und unterstützten die Kriegsanstrengungen ihrer Länder, obwohl die Internationale Militarismus und Krieg zuvor mehrfach verurteilt hatte. Nur einzelne Exponenten und Parteien blieben antimilitaristisch eingestellt, u. a. die deutsche «Gruppe Internationale» um Rosa Luxemburg und Karl Liebknecht, die russischen Bolschewiki, die niederländischen Tribunisten um Herman Gorter und Anton Pannekoek, die revolutionären Syndikalisten in Frankreich sowie die Sozialdemokratische Partei des Königreiches Polen und Litauens. Auch in den sozialistischen Parteien der Schweiz und Italiens sowie bei den russischen Menschewiki und Sozialrevolutionären gab es Kriegsgegner, die jedoch in der Minderheit waren.
Die Initiative für die Tagung ging von den Sozialistischen Parteien der neutralen Länder Italien und Schweiz aus. Persönliche Kontakte zwischen Angelica Balabanova und Robert Grimm spielten dabei eine Rolle. Eine offizielle Konferenz von Vertretern beider Länder fand am 27. September 1914 in Lugano statt, an der eine Resolution verabschiedet wurde, die schon wesentliche Punkte des später entstandenen Zimmerwalder Manifests enthielt. Ein Versuch der Parteileitung der Sozialdemokratischen Partei der Schweiz, eine Konferenz mit Vertretern der Arbeiterschaft aus allen neutralen Ländern zu organisieren, scheiterte jedoch.
Frustriert von der Hinhaltetaktik der Parteileitungen, die sich der Burgfriedenspolitik verpflichtet sahen, entschloss sich Grimm im Frühling 1915, an der offiziellen Parteileitung vorbei eine Konferenz der oppositionellen Kräfte innerhalb der Arbeiterbewegung zu organisieren. Ermutigt durch positive Signale aus Frankreich und Grossbritannien organisierten die italienischen und schweizerischen Sozialisten am 11. Juli 1915 in Bern eine Vorbereitungssitzung für eine internationale Konferenz, wobei sich nur die Gruppen treffen sollten, die gegen den Burgfrieden eintraten und sich für die Weiterführung des Klassenkampfes einsetzen wollten. An dieser Sitzung nahmen teil:
- Pawel Borissowitsch Axelrod und Grigori Jewsejewitsch Sinowjew, Vertreter der Sozialdemokratischen Arbeiterpartei Russlands (Menschewiki bzw. Bolschewiki), beide im Exil in der Schweiz.
- Angelica Balabanova und Oddino Morgari als Vertreter der Sozialistischen Partei Italiens.
- Jan Antonowitsch Bersin (Russland, Lettland)
- Julian Borchardt (Deutsches Reich)
- Robert Grimm, als Vertreter der Sozialdemokratischen Partei der Schweiz.
- Adolf Warski, Vertreter der polnischen Sozialdemokraten, organisiert in der Sozialdemokratischen Partei des Königreiches Polen und Litauen.
- Maksymilian Horwitz, Vertreter der polnischen Sozialisten, organisiert in der Sozialistischen Partei Polens – Linke.

Daneben trafen sich eine Gruppe um Lenin noch separat zu einer Vorbesprechung. Daran nahmen vor allem die in der Schweiz im Exil lebenden Vertreter der russischen Arbeiterschaft teil wie Sinowjew, Bersin, Radek und Trotzki, aber auch Vertreter aus Skandinavien, Deutschland und der Schweiz wie Höglund, Nerman, Borchardt und Platten.

## Die Konferenz

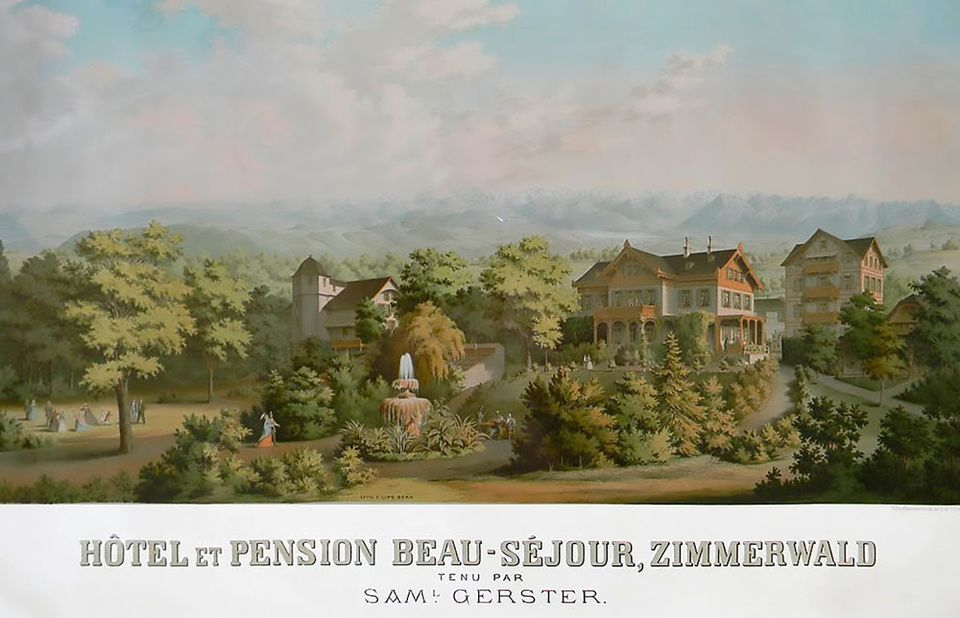
Farblithographie des Hotels Beau Séjour

Die Delegierten der verschiedenen eingeladenen Gruppen trafen sich am 5. September 1915 im Volkshaus Bern. Nur die britische Delegation konnte nicht anreisen, da ihnen keine Pässe ausgestellt wurden. Die Gruppe verliess Bern unbemerkt von der bernischen Polizei auf vier Fuhrwerken und wurde ins Dorf Zimmerwald gefahren, das sich etwa zehn Kilometer von Bern befindet, wo sie im Hotel Beau Séjour unterkam.
Die Konferenz begann mit der Verlesung von Grussbotschaften der an der Teilnahme verhinderten Delegierten, so etwa eines Briefes von Karl Liebknecht, und der Diskussion der momentanen Lage.
Der erste Erfolg an der Konferenz war eine gemeinsame Deklaration der deutschen und französischen Delegation, die den Krieg verurteilte und einen Frieden ohne Annexionen forderte. Sie verpflichteten sich, die Burgfriedenspolitik in den jeweiligen Ländern zu bekämpfen und den Klassenkampf anzufachen, um ihre Regierungen zu zwingen, den Krieg zu beenden. Die Deklaration wurde von den deutschen Vertretern Georg Ledebour und Adolph Hoffmann sowie den französischen Vertretern Alphonse Merrheim und Albert Bourderon unterzeichnet.
Der aus heutiger Sicht prominenteste Teilnehmer an der Konferenz war Lenin. Er lebte seit 1914 in Bern und hatte sich auf die Konferenz vorbereitet, indem er sich schon im Juli mit Alexandra Michailowna Kollontai und mit Karl Radek austauschte und Entwürfe für mögliche Resolutionen vorbereitete. Lenin versammelte die Delegierten des linken Flügels noch im Volkshaus in Bern, um sie entsprechend vorzubereiten und auf einen gemeinsamen Standpunkt einzuschwören. Zu dieser Gruppe gehörten alle späteren Mitglieder der Zimmerwalder Linken. Lenins Entwürfe unterlagen jedoch in einer Abstimmung zugunsten denjenigen von Radek. An der Konferenz wurde dieser Entwurf dann jedoch mit 19 zu 12 Stimmen zurückgewiesen und nicht an die Kommission weitergeleitet, die das Abschlussdokument redigierte.
In der Redaktionskommission waren Grimm, Ledebour, Lenin, Trotzki, Merrheim, Rakovsky und Modigliani vertreten. Sie verzichteten schliesslich auf die Verfassung einer «Resolution», entwarfen aber ein «Manifest». Dabei standen sich drei Entwürfe gegenüber, einer vom rechten Flügel der deutschen Sozialisten, einer von Trotzki sowie einer vom linken Flügel um Lenin. Der endgültige Text wurde von Grimm und Trotzki verfasst und lag Trotzkis Entwurf am nächsten. Trotz grosser Vorbehalte von allen Seiten konnten schliesslich alle Delegierten überzeugt werden, sich einstimmig für das Manifest auszusprechen. Mehrere Delegationen bestanden jedoch darauf, Zusätze zum 'Zimmerwalder Manifest' zu verabschieden.

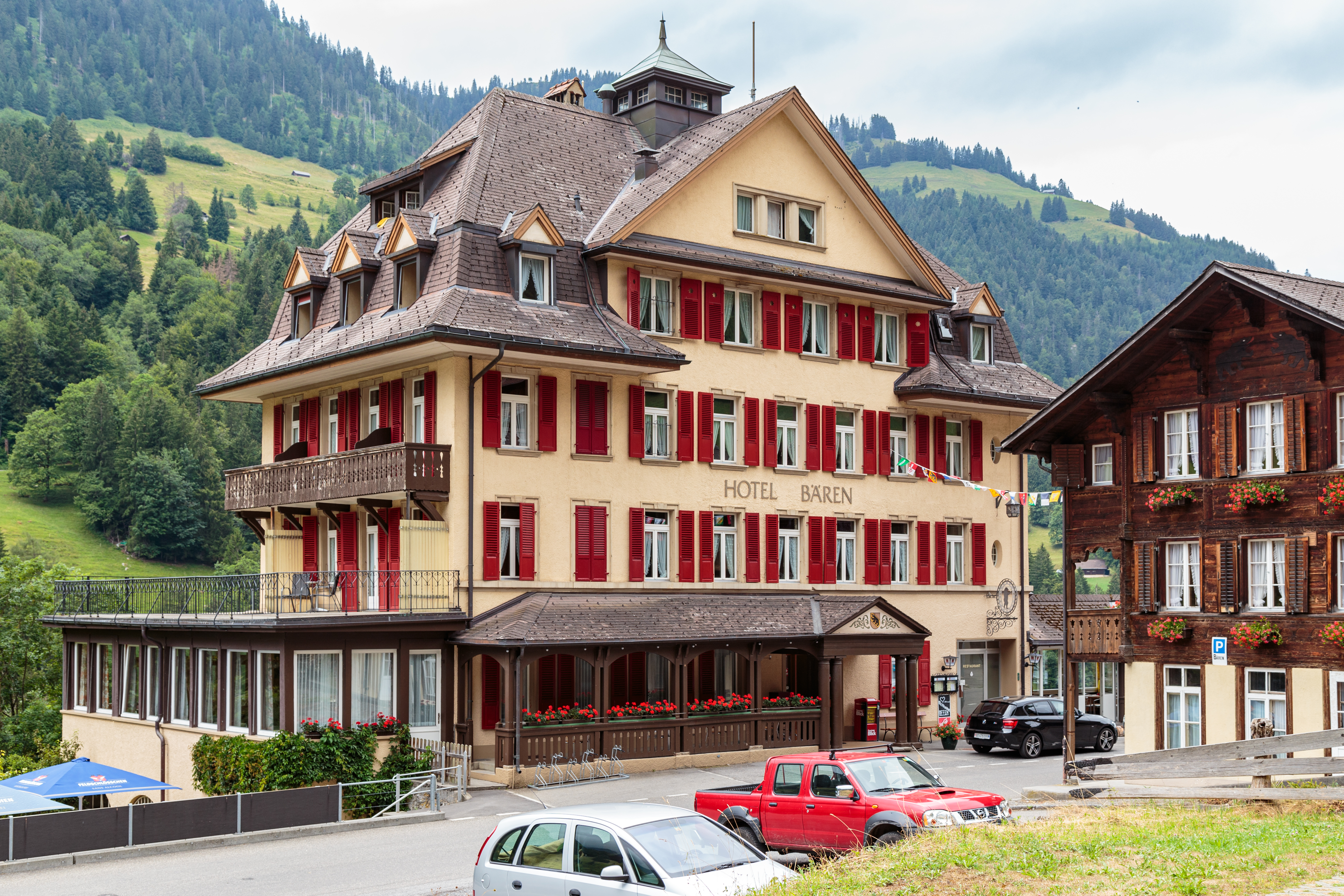
Tagungsort 1916: Hotel Bären in Kiental

Das letzte Dokument, das von allen Delegierten gemeinsam angenommen wurde, war eine Resolution, die allen Kriegsopfern und verfolgten Kriegsgegnern die Sympathie der Konferenz aussprach und speziell auf das Schicksal der Polen, Belgier, Armenier und Juden sowie der politisch verfolgten einging. Namentlich erwähnt wurden auch Karl Liebknecht, Klara Zetkin, Rosa Luxemburg, Pierre Monatte und der ermordete Jean Jaurès.
Zuletzt wurde die Internationale Sozialistische Kommission ins Leben gerufen, deren Sekretariat in Bern angesiedelt sein sollte. Ihr Auftrag war es, die verschiedenen Gruppen in Kontakt zu halten und die Resultate der Konferenz zu publizieren. Dieser Kommission gehörten Grimm, Morgari, Naine und Balabanova an. Sie bereiteten unter anderem auch die nächste Konferenz in Kiental 1916 vor.
Die Rolle Lenins an der Konferenz von Zimmerwald war nicht so bedeutend, wie dies ausgehend von seiner späteren Führungsrolle in Russland her vermutet werden könnte. Er meldete sich nur einmal in einer grundsätzlichen Frage zu Wort und konnte auch keinen wesentlichen Einfluss nehmen. Der von Lenin beeinflusste Resolutionsentwurf von Radek wurde später von Grimm schubladisiert. Auch waren seine Vorbehalte gegenüber dem Zimmerwalder Manifest nicht derart charakteristisch, dass man bereits von einer Führungsrolle innerhalb der späteren «Zimmerwalder Linken» sprechen kann.

## Folgen für die Sozialdemokratie in der Schweiz
Als Folge der Zimmerwalder Konferenz kam die Burgfriedenspolitik der sozialdemokratischen Parteiführung in der Schweiz immer mehr unter Druck von Seiten der Basis, insbesondere weil sich die soziale Lage der Arbeiterschaft als Folge des Krieges immer mehr verschlechterte. In der Schweiz entschloss sich der Parteitag der Sozialdemokratischen Partei der Schweiz (SPS) vom 20. November 1915 deshalb mit grossem Mehr, auf die Forderung der Zimmerwalder Bewegung einzutreten. Als Folge davon scherte die SPS aus dem Burgfrieden aus und nahm spätestens 1917 wieder eine dem Klassenkampf verpflichtete oppositionelle Haltung zum politischen System der Schweiz ein, was sich besonders in einer starken Betonung des Antimilitarismus zeigte. Für die schweizerische Sozialdemokratie bedeutete die Zimmerwalder Bewegung keine grundsätzliche Zäsur, sie löste aber eine grundsätzliche personelle Erneuerung aus, indem eine neue Generation unter Führung von Robert Grimm die Leitung der Partei übernahm.
Innerhalb der SPS bildete sich die sog. «Zimmerwalder Linke», eine Gruppe von Parteioppositionellen, die sich zwar dem Zimmerwalder Manifest verpflichtet sahen, aber sich nicht der neuen Parteiführung unter Grimm unterordnen wollten. Hier sind vor allem die Führungsfiguren Fritz Platten, Ernst Nobs und Willi Münzenberg anzusiedeln. Der Einfluss Lenins auf diese Gruppe war gering, obwohl er sich in einem programmatischen Artikel «Die Aufgaben der linken Zimmerwalder in der Sozialdemokratischen Partei der Schweiz» direkt an die Gruppe richtete.

## Liste der Teilnehmer
(gemäss Konferenzprotokoll)
- Pavel Axelrod (Russland, Menschewiki)
- Angelica Balabanova (Italien)
- Heinrich Berges (Frankfurt/M., Deutschland)
- Jan Antonowitsch Bersin (Russland, Lettland)
- Julian Borchardt (Deutsches Reich)
- Albert Bourderon (Frankreich)
- Lew Dawidowitsch Bronstein (Trotzki) (Russland)
- Robert Grimm (Schweiz)
- Liebmann Hersch (Allgemeiner Jüdischer Arbeiterbund)
- Joseph Herzfeld (Deutsches Reich)
- Zeth Höglund (Schweden)
- Adolph Hoffmann (Deutsches Reich)
- Wassil Kolarow (Bulgarien)
- Gustav Lachenmaier (Schwäbisch Gmünd, Deutschland)
- Constantino Lazzari (Italien)
- Georg Ledebour (Deutsches Reich)
- Paweł Lewinson (Russland, Polnische Sozialisten)
- Ernst Meyer (Deutsches Reich)
- Julius Martow (Russland, Menschewiki)
- Alphonse Merrheim (Frankreich)
- Giuseppe Emanuele Modigliani (Italien)
- Carl Vital Moor (Schweiz)
- Oddino Morgari (Italien)
- Charles Naine (Schweiz)
- Mark Natanson (Russland, Sozialrevolutionäre)
- Ture Nerman (Schweden)
- Fritz Platten (Schweiz)
- Christian Rakovsky (Rumänien)
- Karl Radek (Polnische Sozialdemokratie)
- Minna Reichert (Berlin, Deutschland)
- Henriette Roland Holst (Niederlande)
- Giacinto Menotti Serrati (Italien)
- Grigori Jewsejewitsch Sinowjew (Russland, Bolschewiki)
- Bertha Thalheimer (Deutsches Reich)
- Wiktor Michailowitsch Tschernow (Russland, Sozialrevolutionäre)
- Wladimir Iljitsch Uljanow (Lenin) (Russland, Bolschewiki)
- Ewald Vogtherr (Deutsches Reich)
- Adolf Warski (Russland, Polnische Sozialdemokratie)

(Die britischen Delegierten Bruce Glasier und Frederick Jowett von der Labour Party und Edwin Fairchild von den britischen Sozialisten konnten nicht teilnehmen, da ihnen keine Pässe ausgestellt wurden.)

## Zimmerwalder Linke
- Jan Antonowitsch Bersin (Russland, Lettland)
- Julian Borchardt (Deutsches Reich)
- Zeth Höglund (Schweden)
- Ture Nerman (Schweden)
- Fritz Platten (Schweiz)
- Karl Radek (Polnische Sozialdemokratie)
- Grigori Jewsejewitsch Sinowjew (Russland, Bolschewiki)
- Wladimir Iljitsch Uljanow (Lenin) (Russland, Bolschewiki)

## Nachfolgekonferenzen

### Konferenz von Kiental 1916
Vom 24. bis 30. April 1916 fand in Kiental, einem Bergdorf im Berner Oberland, eine weitere internationale Konferenz statt, an der sich kriegskritische Vertreter der sozialistischen Parteien zusammenfanden. Im Vergleich zu Zimmerwald hatte die revolutionäre Richtung (sogenannte Zimmerwalder Linke) gegenüber der zentristischen an Einfluss gewonnen. Der Wille zum revolutionären Klassenkampf und die Verurteilung des «Sozialpatriotismus» haben in der Resolution der Konferenz Eingang gefunden.

### Konferenz von Stockholm 1917
Vom 5. bis 12. September 1917 fand die dritte Zimmerwalder Konferenz in Stockholm statt. Unter den 30 Delegierten aus den USA, Dänemark, England, Norwegen, Polen, Rumänien, Russland, Schweden, Schweiz und Deutschland (Käte Duncker, Hugo Haase, Georg Ledebour und Arthur Stadthagen). Die Konferenz verabschiedete ein Manifest zur Beendigung des Krieges. Der bolschewistische Delegierte reiste gleich zu Anfang der Konferenz ab. Auf der Konferenz wurde der Beschluss Robert Grimm als Vorsitzenden der ISK abzusetzen bestätigt. Diese Konferenz ist nicht zu verwechseln mit der Stockholmer Friedenskonferenz der Zweiten Internationale vom Juni 1917.

## Auflösung der Zimmerwalder Vereinigung
Mit der Gründung der Kommunistischen Internationalen am 4. März 1919 in Moskau und der dort beschlossenen Selbstauflösung der Zimmerwalder Vereinigung ging «alles, was wirklich revolutionär […] war» in die Kommunistische Internationale über. Sozialistische und Kommunistische Internationale gingen von da an getrennte Wege.